# Platanthera longifolia
Platanthera longifolia är en orkidéart som beskrevs av Achille Richard och Henri Guillaume Galeotti. Platanthera longifolia ingår i släktet nattvioler, och familjen orkidéer. Inga underarter finns listade i Catalogue of Life.